# Peter Martinus Dillen
Peter Martinus Dillen (* 6. August 1890 in Mierlo-Hout (Noord-Brabant); † 28. Dezember 1985 in Rosenheim) war ein niederländisch-deutscher Maler und Zeichner.

## Leben
Nach Zeichen- und Malstudien in der Textildruckerei von Pieter Fentener van Vlissingen ging P. M. Dillen 1916 an die Kunstakademie in Amsterdam und wird sofort in die „große Klasse“ von Prof. van der Waay eingestuft. Sein erstes Studienjahr wird mit dem Godschalkpreis von 100 Gulden gekrönt. Außerdem wird ihm für die kommenden Jahre ein großzügiges Stipendium zur Bestreitung seines Studienaufenthaltes gewährt.
Seit der Akademiezeit ist das Brabanter Landleben nicht mehr das ausschließliche Thema seiner Bilder. Es entstehen u. a. großformatige Aktgemälde. Der Einfluss der Künstler des 19. Jahrhunderts, wie Anselm Feuerbach oder Gustave Moreau ist bei vielen Aktstudien offensichtlich. Nachdem er Amsterdam verlassen und wieder nach Mierlo-Hout zurückgekehrt ist, entsteht 1920 eine Serie eindrucksvoller Radierungen. Bei seinen Studienreisen durch die Niederlande, Belgien und Frankreich malt er insbesondere Landschaftsbilder und eine Reihe von Porträts.
1933 heiratet er Marianne Rolffs, Tochter des Bonner Regierungsbaumeisters Julius Rolffs, die er in der Zeichenabteilung bei van Vlissingen kennengelernt hatte, und zieht mit ihr nach Rosenheim in Oberbayern. Er behält jedoch zugleich auch in den folgenden Jahrzehnten weiterhin sein Atelier in Mierlo-Hout, wo er regelmäßig arbeitet.

## Ausstellungen
- 1980, Gemeentmuseum Helmond (NL)
- 1980, Städtische Galerie Rosenheim